# NGC 7804
NGC 7804 é uma estrela dupla na direção da constelação de Pisces. O objeto foi descoberto pelo astrônomo Gottfried Schweizer em 1864, usando um telescópio refrator com abertura de 7 polegadas. 